# Burg Mais

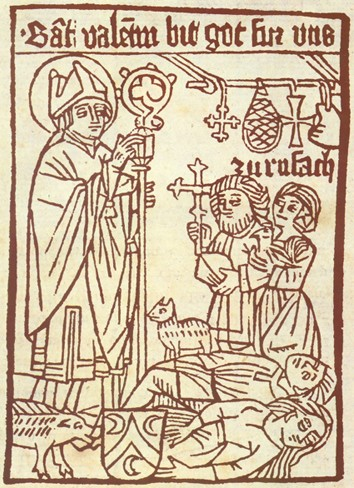
Wallfahrtsbild des Heiligen Valentin (entstanden um 1480 in Rufach)

Die Burg Mais ist eine abgegangene Höhenburg am Zenoberg, dem untersten Ausläufer des Küchelbergs, am Übergang des Passeiertals ins Etschtal über dem Meraner Talkessel. Sie ist die Vorgängerin der Zenoburg, die sich heute auf dem Gemeindegebiet von Dorf Tirol befindet.

## Geschichte
In der Römerzeit gab es hier bereits die Zollstelle statio maiensis, vermutlich am Passerübergang der Via Claudia Augusta zwischen dem heutigen Obermais und Meran. Die hier gemachten archäologischen Funde reichen von der jüngeren Eisenzeit bis in der ersten Hälfte des 5. Jahrhunderts; sie belegen auch, dass ab der ersten Hälfte des 5. Jahrhunderts auf dem Zenoberg eine Burg (castrum) bestanden habe.
Die Bezeichnung castrum maiensis erscheint erstmals in der Vita Corbiniani, die von dem Freisinger Bischof Arbeo um 770 verfasst wurde. Danach habe Korbinian 717/718 das Grab des Missions- oder Vagantenbischofs Valentin von Rätien aufgesucht, der in Mais als Einsiedler auf dem Zenoberg verstorben und in der dortigen Kapelle begraben wurde. Bereits in einer Reisebeschreibung des Venantius Fortunatus von 576 wird die Kirche des „gesegneten“ Valentin (Valentini benedicti templa) erwähnt. Ab der zweiten Hälfte des 6. Jahrhunderts trug die Kirche auf dem Zenoberg also sicher das Valentin-Patrozinium und war wohl ein bekanntes Wallfahrtsziel. Es handelt sich somit um eine der ältesten Kirchen, die einem Nichtmärtyrer (daher die Bezeichnung „Seliger“ bzw. „seliger Bekenner Christi“) geweiht war. Diese heute nicht mehr vorhandene Kapelle befand sich vermutlich auf der südlichen, etwas niederen Vorterrasse, direkt über den östlich senkrecht abfallenden Felswänden.
Nach dem Ende des römischen Imperiums und des Ostgotenreichs Theoderichs († 30. August 526) kamen die rätischen Provinzen um 536/537 im Zuge eines ostgotisch-fränkischen Abkommens an das Fränkische Reich. Die Burg Mais wurde zuerst (bis 561) ein Grenzposten gegen das Reich der Ostgoten, dann gegen Ostrom (562–568) und schließlich gegen das Langobardenreich (ab 568).
Der fränkische Vinschgau ging um 714/715 an das Herzogtum Baiern über. Zu Lebzeiten des bayerischen Herzogs Theodo II. und auch noch danach verfügte dessen Sohn Grimoald über den Vinschgau. Letzterer hatte 715/716 von seinem Vater das Teilherzogtum Freising in Bayern erhalten, das damals bis Südtirol reichte.
Der Freisinger Bischof Arbeo schildert um 770, Herzog Theodo habe den fränkischen Glaubensboten Korbinian zu seinem Sohn Grimoald nach Freising entsandt. Dieser habe das gesamte collegium einberufen und Korbinian in allen Ehren empfangen. Korbinian habe danach seine Reise nach Rom fortgesetzt und Grimoald habe ihn von herzoglichen ministri bis zur baierisch-langobardischen Grenze im heutigen Südtirol (vermutlich bis Völs) geleiten lassen. Seinen dortigen „Bergwächtern“ (auctores montani) im Vintschgau habe er den Befehl überbringen lassen, eine etwaige Rückkehr Korbinians sofort dem Herzog zu melden.
Korbinian hat 721 den Papst Gregor II. besucht und sowohl auf dem Hin- wie dem Rückweg Station bei dem langobardischen König Liutprand gemacht. Das war insofern eine heikle Angelegenheit, da Liutprand sich mit Hugbert, einem Neffen Grimoalds, verbündet hatte, der sich aber mit Grimoald wegen dessen Anspruchs auf das ganze Herzogtum Baiern in einem Zwist befand. In der Zwischenzeit hatte Grimoald die Witwe Pilitrud seines verstorbenen Bruders Theudebald geheiratet, was nach einem Synodalbeschluss von 721 kirchenrechtlich untersagt war und deshalb von Korbinian bekämpft wurde; zudem war diese Heirat ein starkes Zeichen dafür, dass Grimoald den Herrschaftsanspruch über ganz Bayern verfolgte.
Korbinian ist auf der Rückkehr von seiner Romreise beim Übertritt der langobardisch-bayerischen Grenze von den Grenzwächtern in der Burg Mais festgehalten worden. Während dieses Arrestes im Verwaltungsbezirk der Burg Mais nutzte Korbinian die Gelegenheit, am dortigen Grab des „seligen Bekenners“ Valentin zu beten und das Umfeld der Burg Mais zu erforschen. Dabei habe er einen „versteckten Ort“ (locus secretus) namens  Cainina (Kuens) entdeckte. Die Stätte habe er durch Herzog Grimoald erwerben lassen (es kann sich dabei aber nicht um die Burg Mais gehandelt haben, denn diese war damals im Besitz von Grimoald). In Kuens errichteten Corbinian eine Behausung (habitaculum) und ließ dort Wein- und Obstgärten anlegen. Hier soll er auch eine Basilika errichtet haben, die er den Heiligen Valentinus und Zeno widmete.
Die Boten, die man währenddessen zu Herzog Grimoald geschickt hatte, kamen mit der Weisung zurück, Korbinian möge unverzüglich zum Herzog nach Freising gebracht werden. Sein Gepäck und einen Teil seiner Gefolgschaft ließ Korbinian auf der Burg Mais zurück. Diese Episode belegt, dass die Burg Mais im 8. Jahrhundert eine militärisch besetzte Grenzfestung war und die dort waltenden Wächter dem direkten Befehl des bayerischen Herzogs unterstanden. Angekommen in Freising, verweigerte Korbinian eine persönliche Zusammenkunft mit Herzog Grimoald, solange dieser mit Pilitrud verheiratet sei. Angeblich trachtete Herzogin Pilitrud ihm in der Folge nach dem Leben und hatte für einen Giftanschlag den secretarius Ninus beauftragt. Der vor dem Mordkomplott gewarnte Korbinian ist dann um 722 aus Freising nach Burg Mais geflohen, die aber zwischen 722 und 725 in langobardische Hände gefallen war. Der Übergriff des Langobardenkönigs Liutprands auf die Gegend um Mais dürfte Teil einer abgesprochenen langobardisch-fränkischen Aktion, vielleicht mit Unterstützung durch Hugbert, gegen Herzog Grimoald gewesen sein. Der fränkische Hausmeier Karl Martell marschierte aber erst 725 in Bayern ein. Grimoald war von seinen Gegnern bereits zuvor ermordet worden.
Als Hugbert 724 seine Herrschaft in Bayern antrat, bewog er Korbinian, aus seinem Exil nach Bayern zurückzukehren. Er blieb in Freising bis zu seinem Lebensende. Schon zu Lebzeiten hatte Korbinian den Wunsch geäußert, beim seligen Valentin begraben zu werden. Die Bestattung ad sanctos entsprang der frühchristlichen Idee, durch die Nähe zu einem Heiligen Fürsprache im Jenseits zu erhalten. Als Korbinian seinen Tod nahen fühlte, habe er Boten zu dem Herzog (vermutlich nach Regensburg) gesandt und um Erlaubnis gebeten, seinen Leichnam in Mais zu bestatten. Da der Bayernherzog Hugpert am Aufbau eines sakralen Zentrums mit Bischofsgrab in Freising offenbar nicht interessiert war, erlaubte er den Leichenzug nach dem zwischenzeitlich langobardisch gewordenen Mais. Auch von dem Langobardenkönig Liutprand kam die Genehmigung zur Bestattung in der Burg Mais. Die Überführung des Leichnams erfolgte über das Inntal. Die langobardische Burgbesatzung in Mais vermutete aber eine raffinierte Kriegslist, mit der die Burg erobert werden sollte, und wollte anfangs das Burgtor nicht öffnen. Die Wachen gewährten erst Einlass, als der schriftliche Befehl des Langobardenkönigs aus Pavia eintraf. In der Kirche des seligen Valentin wurde Korbinian dann der Erde übergeben. Bereits wenige Jahre nach dem Tod Korbinians wurde auf der Burg Mais sein Todestag gefeiert. An einem Vorabend des Festes Korbinians geschah angeblich eine wundersame Begebenheit. Bischof Arbeo erzählt, dass er selbst als kleiner Bub unvorsichtig die Kirchenmauern entlang gelaufen sei, dabei einen Fehltritt gemacht habe und den Abhang der Burg hinunter gestürzt sei, aber wie durch ein Wunder an einem Felsvorsprung hängen geblieben und so unversehrt gerettet worden sei.

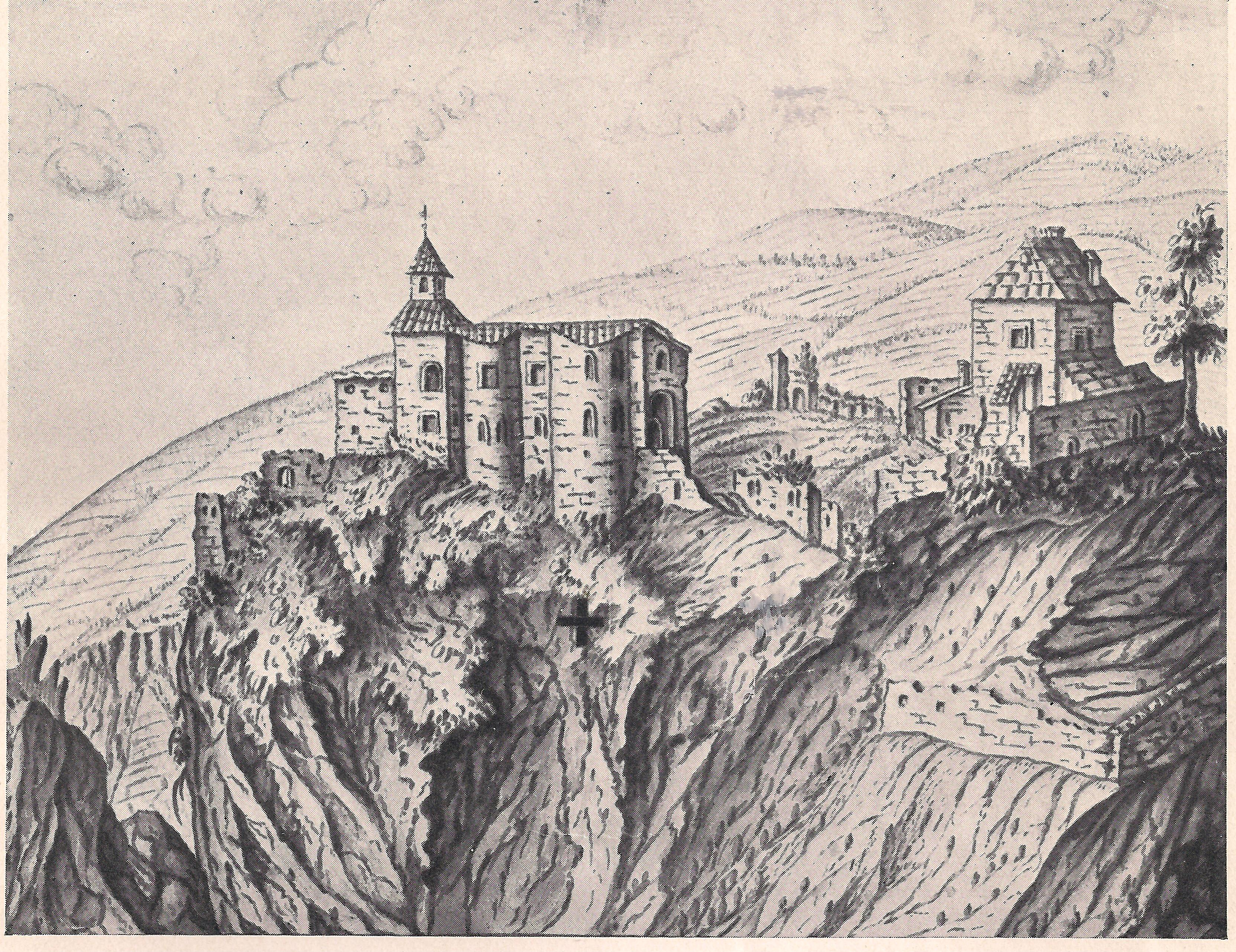
Kapelle und Wohnturm der Zenoburg (Tuschezeichnung von Johan Greil von 1813). Das Kreuz bezeichnet die Stelle, an der früher ein eiserner Ring im Felsen angebracht war und an der sich Arbeo von Freising beim Sturz vom Hügel festhalten konnte.

Im Zeitraum zwischen 728 und 764 wurden die Gebeine des Rätienbischofs und Bekenners Valentin von den Langobarden aus der Burg Mais nach Trient fortgebracht. Der genaue Zeitpunkt und die Umstände sind nicht bekannt. Die langobardische Herrschaft über die Burg Mais dauerte in etwa bis 764. Durch die Hochzeit von Tassilo III. mit Liutberga, der Tochter des Langobardenkönigs Desiderius gelangte dieses Gebiet und somit auch die Burg Mais 764 wieder an das Herzogtum Baiern. Die Burg Mais lag nunmehr an einer innerbayerischen Grafschaftsgrenze, dennoch ist wohl weiterhin mit einer militärischen Besatzung des Zenoberges zu rechnen.

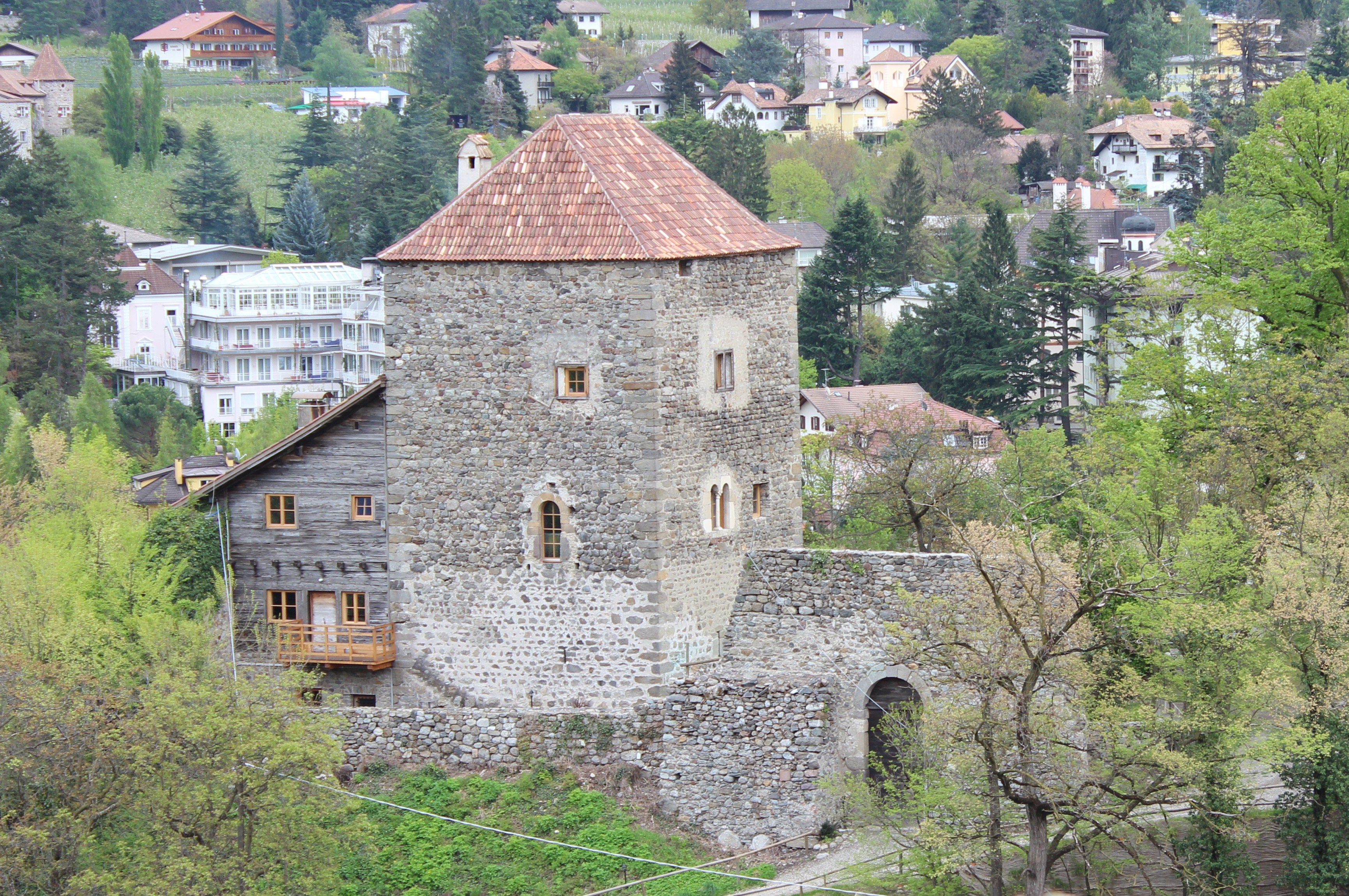
Wohnturm der Zenoburg

Da die Reliquien Valentins 764 aus Trient nach Passau überführt wurden, begann Bischof Arbeo von Freising auch an eine Rückführung der Gebeine Korbinians nach Freising zu denken, da dem Heiligen angeblich in Mais nicht die gebührenden Ehren erwiesen wurden. Für ihn war die Überführung Valentins nach Passau ein Präzedenzfall und er begann für sein Überführungsprojekt in Freising zu werben. Nachdem der Heilige Valentin den Bischofssitz Passau nicht unerheblich aufgewertet hatte, erwartete sich der neue Freisinger Bischof Arbeo von der Rückführung Korbinians, dessen Kult er seit Kindheitstagen kannte, religiösen und moralischen Gewinn für seine Kirche und seine Diözese. Auch Herzog Tassilo III. gab die Bewilligung zur Rückführung aus der nun wieder bayerischen Burg Mais. Die Rückholaktion erfolgte erst im Winter 768/69. Bei der Erhebung des Leichnams aus dem Grab, traten natürlich etliche Wunder auf, die den Willen des Heiligen zur Rückkehr nach Freising eindringlich bekundeten. Bei dieser Gelegenheit gab Arbeo wiederum einige Details zur Burg Mais preis: Korbinians Grab befände sich im Kirchenboden der St.-Valentin-Kirche, es sei geöffnet worden und der Sarg aus der Erde gehoben, dann sei dieser vor dem Altar aufgebahrt gewesen. In unmittelbarer Nähe der Kirche habe ein Haus gestanden. Am 24. Februar 769 waren die Gebeine Korbinians dann schon in Freising (ad sepulchrum sancti Corbiniani confessoris Christi in loco Frisingas). Nachdem die Burg Mais 728/764 den Heiligen Valentin und 768/69 den Heiligen Korbinian verloren hatte, war die St.-Valentin-Kirche nun ohne Reliquien. Dies musste für die Burg Mais nach der militärischen Rückstufung einen absoluten Tiefpunkt bedeutet haben.
Während des frühen Frühmittelalters war die Burg Mais auf Zenoberg der zentrale Ort im Burggrafenamt gewesen. Wie lange die Burg dann noch weiter genutzt wurde und ob die Befestigungsanlagen nach dem 8. Jahrhundert noch instand gehalten wurden, ist nicht bekannt.
Zwischen 770 und 847 dürfte in der Kirche der Burg Mais mit dem Heiligen Zeno ein Ersatz für die beiden verlorenen Heiligen Valentinus und Korbinian gefunden worden sein. Aus der St.-Valentin-Zeno-Kirche wurde eine St.-Zeno-Kirche und der frühere Hauptheilige geriet immer mehr in Vergessenheit, genauso wie auch die Bezeichnung „Burg Mais“. Mit dem neuen St.-Zeno-Patrozinium ging auch der Name des neuen Heiligen auf den Hügel über.
Im frühen 13. Jahrhundert taucht wieder eine Burg auf dem Zenoberg auf, diesmal als ein Neubau des Tiroler Ministerialen Suppan, der sich im Jahr 1237 de Monte sancti Zenonis nannte; die 1258 neu errichtete Burg scheint von da an als Zenoburg (in castro sancti Zenonis apud Meranum) auf. Von dieser ist ein Turmrest mit Eckbuckelquadern in der westlichen spätmittelalterlichen Umfassungsmauer erhalten.